# Mumbaru, Hosanagara
Mumbaru là một làng thuộc tehsil Hosanagara, huyện Shimoga, bang Karnataka, Ấn Độ.